# Асимметрия деятель-наблюдатель
Асимметрия деятель-наблюдатель (англ. actor-observer asymmetry) — когнитивное искажение, в результате которого люди по-разному объясняют поведение, будучи в позиции деятеля или наблюдателя. Так, люди, как правило, объясняют своё поведение влиянием внешней причины (например, сложившейся ситуацией, случайностью и пр.), а причины поведения другого человека видят во внутренних факторах (его личностных качествах). Иногда данное искажение рассматривается в качестве фундаментальной ошибки атрибуции, заключающейся в тенденции людей рассматривать собственное поведение исходя из приписывания причин, связанных с ситуативным контекстом, а при описании поведения других ориентироваться на внутренние причины, иначе говоря их личностные качества. В терминологии, предложенной Эдвардом Джонсом и Ричардом Нисбеттом данный феномен рассматривают через призму теории атрибуции. Несмотря на то, что данная теория наиболее устоявшаяся, она не является единственной, которая интерпретирует данный феномен. В частности попытки описать это явление были предприняты в философии (концепция эпистемической привилегии).

## Происхождение
Данный эффект, являющийся одним из самых известных эффектов в психологии социального познания был описан Э. Джонсом и Р. Нисбеттом в 1971 году. Согласно их гипотезе, люди, принимающие участие в ситуации (деятели), склонны объяснять (атрибутировать) причины собственного поведения ситуацией, в то время как наблюдатели объясняют поведение личными качествами деятеля. Данная асимметрия отражает общие различия в способах интерпретации поведения наблюдателем и деятелем, которые зависят от непосредственно занимаемой позиции. Когнитивная гипотеза Джонса и Нисбетта являлась независимой от интенциональности (направленности на ситуацию) или валентности (степени привлекательности ситуации) любого поведения.

## Примеры
- Студент очень усердно готовится к экзамену, но терпит неудачу и получает плохую оценку. В данной ситуации он является «деятелем» и в соответствии с асимметрией, он будет интерпретировать своё поведение исходя из сложности самого экзамена. Однако если бы такая ситуация случилась с его знакомым, то он бы интерпретировал её исходя из личных качеств этого знакомого.
- Произошла автомобильная катастрофа. Сторонний наблюдатель такой ситуации скажет: «Водить не умеют», в то время как непосредственно участник аварии будет утверждать, что эта машина была неисправна или что дорога была плохая.

## Проявление асимметрии деятеля-наблюдателя

### Теория информационного дефицита
Данная теория предполагает, что при нарастании объема информации в социальной системе, воспринимать её будут преимущественно люди более образованные, с более высоким социальным статусом, что соответственно приведет к увеличению разрыва между социальными слоями и усилению неравенства. Человек высокого социального статуса не способен «встать на место другого» исходя из специфики потребляемой им информации. А впоследствии это приведет и к дезориентации человека поскольку, чем больше информации им воспринимается, тем больше вариантов для её интерпретации, ограниченной лишь спецификой социального положения. Данная теория на примере разных социальных слоёв также демонстрирует, что чем выше социальный слой, к которому относится человек, тем более он требователен к предоставляемой информации, к её первоисточникам, в то время как другой, относимый к более низкому будет менее требователен к предоставляемой информации и ориентироваться в большей степени на СМИ. Асимметрия деятель — наблюдатель в данном случае проявляется в разнице социальных слоев, в которых человек взаимодействует. Человек более высокого социального статуса со стороны сможет понять человека «своего же уровня» и интерпретировать его и свое поведение исходя из внутренних качеств, в то время как он не всегда сможет адекватно оценить действия, совершаемые человеком более низкого статуса из-за своей сторонней позиции, поскольку сама эта позиция не обеспечивает его необходимой информацией.

### Роль позиции в асимметрии деятеля-наблюдателя
М. Штормс провёл эксперимент, в ходе которого выяснилось, что различия между деятелем и наблюдателем объясняются расположением фокуса внимания. Штормс провёл эксперимент, в ходе которого два человека знакомятся друг с другом, причём за каждым из них специально наблюдает человек, и само взаимодействие фиксируется на видеокамеру. Гипотеза Штормса заключалась в том, что можно изменить способ, которым активный участник и наблюдатель интерпретируют поведение, изменяя направление их взглядов. Действующие субъекты, которым удалось бы увидеть себя, в большей мере приписали бы своё поведение своей личности, а наблюдатели, которые видят другой аспект ситуации, должны были бы в большей мере приписать поведение ситуации, в которой действует активный участник. Как Штормс и предполагал, ему довелось подтвердить, что атрибутивные высказывания, сделанные субъектами действий и наблюдателями при новом направлении, оказывались в обратном соотношении, когда участникам эксперимента показывали новое направление.

### Гипотеза самооправдания
Согласно гипотезе Л. Фестингера, когда человек сталкивается с когнитивным диссонансом или ситуацией, в которой его собственное поведение (т.е человек находится в позиции деятеля) противоречит его убеждениям, ценностям, придерживаемой морали, этот человек склонен оправдывать своё поведение и отрицать все, что дискредитирует его и, соответственно, соотносить свое поведение скорее с внешними обстоятельствами, а не с собственной личностью. Существует две стратегии самооправдания: внешняя и внутренняя. Внешняя связана с тем, что человек использует стратегию оправдания для снятия собственной ответственности, а внутренняя связана с уменьшением негативного эффекта от события. Человек словно объясняет себе причины своих действий и связанных с ними последствий. Тем самым неловкость и внутреннее напряжение уходят.

## Критика
Несмотря на многочисленные исследования на эту тему, количество которых насчитывалось более чем 900, Б. Малле опубликовал свой метаанализ, который показал, что асимметрия деятеля-наблюдателя в отношении ситуационных или личностных атрибуций является сильно преувеличенным явлением, не находящим эмпирической поддержки особенно в оригинальном исполнении. А значит и положение в позиции деятеля или наблюдателя не играет большой роли.